# الدواسر (مسلسل)
الدواسر هو مسلسل تلفزيوني عراقي عرض في عام 1975 .

## الممثلون
- طالب الفراتي
- ليلى كوركيس
- فوزية حسن
- إبراهيم جلال
- غازي الكناني
- عبد المطلب السنيد
- سعدية الزيدي
- جاسم العبودي
- شهاب أحمد
- عبد الجبار عباس